# 1999 BLOOD LIST
『1999 BLOOD LIST』（1999 ブラッド リスト）は、D.C.1年（1999年）7月1日に発布された聖飢魔IIの第十六教典で、1999年の『1999 BLACK LIST』に次ぐ3枚目となるベスト・アルバム。また、単なるコンピレーションではなく、極悪集大成盤と位置づけられている。
1999年に解散することを改めて発表した聖飢魔IIは、当初「恐怖の大王」に合わせて解散を予定していた7月に本作を発布した。ソニーに所属していた初期から中期の楽曲が主に収録されているが、完全に新録の楽曲(M1)、ボーカルのみ新たに録り直した楽曲(M15-16)や未発表テイクも含まれている。初回限定盤に付属の紙製ハードカバーとディスクレーベル面に使用されている色から、『1999 BLACK LIST』は銀盤、『1999 BLOOD LIST』は金盤と呼ばれる。さらに、2000年に発布された『DEVIL BLESS YOU!』は同様の理由から銅盤と呼ばれる。
また、WORSTにも収録された楽曲では、楽曲ごとにWORSTバージョンとオリジナルバージョン、その他のバージョンのいずれが収録されているかは異なる（蠟人形の館/アダムの林檎はオリジナル、THE END OF THE CENTURY/BIG TIME CHANGES/STAINLESS NIGHT/白い奇蹟はWORST、OVERTURE 〜 WINNER!は歌が新録で演奏はそれに合わせてリミックスされている）。

## 概要
1999年に発布された2枚の極悪集大成盤のうち、当時所属していたBMGからリリースされた『1999 BLACK LIST』が本家であるのに対し、過去に所属していたソニーからリリースされた本作は元祖と称される。『1999 BLACK LIST』には、ソニーに所属していた初期と、BMG移籍後の後期の楽曲が主に収録されている（「蠟人形の館」が重複するが録音時期とアレンジが異なる）。
2021年1月27日には、本作のBlu-spec CD2仕様と、LP盤が制作・再発布された。ちなみに後者は【2枚組】
【特別給付曲として「空の雫」「ARCADIA」を追加収録】
【バーニー・グランドマンによるリマスタリング・カッティングが施されている】とのこと。

## 収録曲
1. BATTLER （「悪魔組曲」より）（作曲:ダミアン浜田、編曲:聖飢魔II、松崎雄一）
2. THE END OF THE CENTURY（作詞・作曲:ダミアン浜田、編曲:聖飢魔II、松崎雄一）
3. 闘う日本人（作詞:デーモン小暮、作曲: ゼノン石川、編曲:聖飢魔II、WRECTOR. H）
4. 正義のために（作詞:デーモン小暮、作曲: ルーク篁、デーモン小暮、編曲:聖飢魔II、松崎雄一）
5. 恐怖のレストラン（作詞:デーモン小暮、作曲:ルーク篁、編曲:聖飢魔II、中村哲）
6. アダムの林檎（作詞:デーモン小暮、作曲: ジェイル大橋、編曲:聖飢魔II）
7. 有害ロック（作詞:デーモン小暮、作曲:ルーク篁、編曲:聖飢魔II、松崎雄一）
8. 世界一のくちづけを（作詞:デーモン小暮、作曲:ルーク篁、編曲:聖飢魔II、WRECTOR. H）
9. BIG TIME CHANGES（作詞:ジャンキー・モンキー・ベイビーズ、作曲: エース清水、編曲:聖飢魔II）
10. 精神の黒幕 〜LIBIDO〜（作詞:デーモン小暮、作曲:エース清水、編曲: 聖飢魔II、松崎雄一）
LP盤はここまでが1枚目となる。
11. STAINLESS NIGHT（作詞:デーモン小暮、作曲:エース清水、編曲: 聖飢魔II）
12. 白い奇蹟（作詞:デーモン小暮、作曲:エース清水、編曲: 聖飢魔II、松崎雄一）
13. 蠟人形の館（作詞・作曲:ダミアン浜田、編曲:聖飢魔II、松崎雄一）
14. THE OUTER MISSION（作詞:デーモン小暮、作曲:エース清水、編曲: 聖飢魔II、土橋安騎夫）
15. OVERTURE 〜 WINNER!（作詞:デーモン小暮、ぬらりひょん吉、作曲:ルーク篁、編曲:聖飢魔II、土橋安騎夫）
16. OVERTURE 〜 BAD AGAIN 〜美しき反逆〜（作詞:デーモン小暮、作曲:ルーク篁、編曲:聖飢魔II、松崎雄一）
17. 空の雫
LP盤のみ追加収録。
18. ARCADIA
LP盤のみ追加収録。

- M1 - NEW RECORDING / M4.8 - NEW MIX / M15-16 - WITH NEW RECORDING

## 関連活動絵巻教典（ビデオ）
- 歴代活動絵巻集 BLOOD LIST (D.C.1年(1999年)12月1日発布)　ソニー時代のビデオ・クリップ集であり収録曲・曲数・順序などは異なる

## 演奏者（ブックレット上の表記に準ずる）
- DEMON KOGURE - VOCALS, GENKO CHECK
- ACE SHIMIZU - GUITARS, CHORUS
- Sgt. LUKE TAKAMURA III - GUITARS, CHORUS (EXCEPT M2, M6, M13)
- XENON ISHIKAWA - BASS, CHORUS (EXCEPT M13)
- RAIDEN YUZAWA - DRUMS, CHORUS

- ZOD HOSHIJIMA - BASS, CHORUS (M13)
- JAIL OHHASHI - GUITARS, CHORUS (M2, M6, M13)

- KAIJIN MATSUZAKISAMA - KEYBOARDS, SYNTHESIZER PROGRAMMING, CHORUS, CO-PRODUCE (M1, M4, M7, M10, M12, M16 OVERTURE)
- AKIRA ISHIGURO - KEYBOARDS, SYNTHESIZER PROGRAMMING, CHORUS, CO-PRODUCE (M3, M8)
- AKIO DOBASHI - KEYBOARDS, SYNTHESIZER PROGRAMMING, CHORUS, CO-PRODUCE (M14, M15)
- SATOSHI NAKAMURA, ITARU SAKOTA - KEYBOARDS, SYNTHESIZER PROGRAMMING, CHORUS, CO-PRODUCE (M5)
- NEKO SAITO - CONDUCTOR, ORCHESTRA ARRANGEMENT (M16)
- CHIHIRO KIRYU - KEYBOARDS, CHORUS (M11)

- KENNY, BOBBY, ASHLEY, KUSSUN - ADDITIONAL CHORUS (M3)
- SUGINAMI JIDO GASSYODAN, SHINJA'S VOICE AT DREAM HALL FUCHU・SEP 2 B.D.8 - ADDITIONAL CHORUS (M4)
- ZEELA SAKURAI - ADDITIONAL CHORUS (M9)
- SACHIHO KOJIMA, SAYOKO TAKAHASHI, ZELDA OFFICE X 2, SHINGO MIYATA, KINCHAN ISHIKAWA, NASTY HIRANO - ADDITIONAL CHORUS (M13)
- NOKKO - ADDITIONAL CHORUS (M14)
- SATUR MALSAWA - DIRECTION, CHORUS (EXCEPT M1, M3, M8)
- OPPAI FIGHTER KAWAZURA - DIRECTION, CHORUS (M3, M8)
- UN UN UN TANAKA - DIRECTION, CHORUS (NEW RECORDING PARTS)